# Herramienta de trabajo colaborativo
Son servicios informáticos que permiten a los usuarios comunicarse y trabajar conjuntamente sin importar que estén reunidos o no en un mismo lugar físico. Se puede compartir información y producir conjuntamente nuevos materiales resultado de una edición de archivos en equipo.
Son las herramientas utilizadas en la comunicación entre grupos o parejas , aunque ésta sólo sea de forma virtual. Actualmente existen diversas herramientas de este tipo tales como las redes sociales, wikis, blogs, chats y otros recursos específicos. Estas nuevas herramientas de la comunicación nos han permitido de forma eficaz y rápida el traspaso de información y han acortado de una forma u otra las distancias. En el ámbito académico, en particular en la educación superior, las herramientas de trabajo colaborativo son un potente recurso que fácilmente se adapta a diversas necesidades y objetivos.

## Tipos

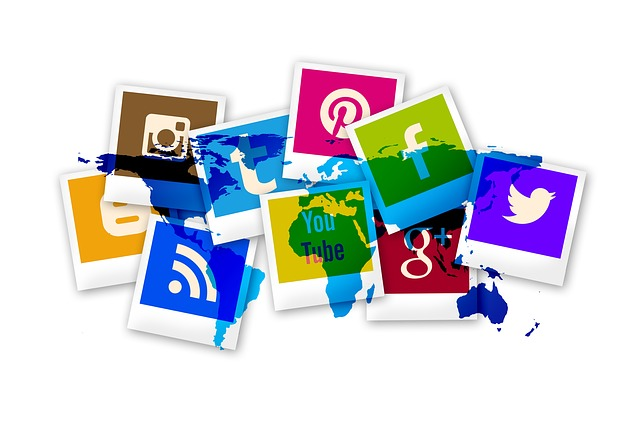

Las redes sociales han tomado de una forma abrumadora el mercado virtual y han sido muy bien aceptadas por la comunidad mundial.
Este tipo de herramientas son usadas tanto de forma personal, como lo es la comunicación con familiares, amigos o conocidos; como de forma corporativa en la cual intervienen diferentes elementos como son la publicidad con la promoción de productos y servicios, la incorporación de usuarios o consumidores e incluso la compra-venta, todos a través del uso de ésta herramienta.
Muchas son las redes sociales que circulan en la web, de diferentes estilos y con diferentes herramientas para transmitir la información y comunicar a un grupo de personas que es la finalidad de una red social. 
Entre este tipo de herramientas colaborativas encontramos:

### Facebook

Facebook, creado por Mark Zuckerberg un entorno colaborativo para intercambiar y compartir.
Facebook ha tenido una acogida tan grande que incluso su historia ha sido llevada a la pantalla grande con el título The social network, cinta que fue acreedora de varias nominaciones a los premios de la Academia.
Facebook comenzó a permitir que los estudiantes universitarios agregasen a estudiantes cuyas escuelas no estaban incluidas en el sitio debido a las peticiones de los usuarios. En marzo de 2006, BusinessWeek divulgó que se estaba negociando una adquisición potencial del sitio. Facebook declinó una oferta de 1.000 millones de dólares.14
En mayo de 2006, la red de Facebook se extendió con éxito en la India, con apoyo de institutos de tecnología de aquel país. En junio de 2006, hubo un acuerdo con iTunes Store para que conociera los gustos musicales de los usuarios y ofrecer así un enlace de descarga en su propio sitio. En agosto de 2006, Facebook agregó universidades en Alemania e Israel a su red. También introdujo la importación de blogs de Xanga, LiveJournal o Blogger.
Servicios
- Muros

El muro es un espacio en cada perfil de usuario que permite que los amigos escriban mensajes para que el usuario los vea. Solo es visible para usuarios registrados. Permite ingresar imágenes y poner cualquier tipo de logotipos en tu publicación. Una mejora llamada supermuro permite incrustar animaciones Flash, etc. En noviembre de 2011, Facebook comenzó a implementar un sustituto del muro, el cual llevará por nombre Biografía.
- Lista de amigos

En ella, el usuario puede agregar a cualquier persona que conozca y esté registrada, siempre que acepte su invitación. En Facebook se pueden localizar amigos con quienes se perdió el contacto o agregar otros nuevos con quienes intercambiar fotos o mensajes. Para ello, el servidor de Facebook posee herramientas de búsqueda y de sugerencia de amigos.
- Chat

Servicio de mensajería instantánea en dispositivos móviles y computadores a través de Facebook Messenger.
- Grupos y páginas

Es una de las utilidades de mayor desarrollo reciente. Se trata de reunir personas con intereses comunes. En los grupos se pueden añadir fotos, vídeos, mensajes, etc. Las páginas, se crean con fines específicos y a diferencia de los grupos no contienen foros de discusión, ya que están encaminadas hacia marcas o personajes específicos y no hacia ningún tipo de convocatoria. Los grupos tienen su normativa, entre la cual se incluye la prohibición de grupos con temáticas discriminatorias o que inciten al odio y falten al respeto y la honra de las personas. Si bien esto no se cumple en muchas ocasiones, existe la opción de denunciar y reportar los grupos que vayan contra esta regla, por lo cual Facebook incluye un enlace en cada grupo el cual se dirige hacia un cuadro de reclamos y quejas, por ésta razón existen personas dentro de los grupos a los que se les asigna el rol de moderador, para que verifiquen con cierta frecuencia publicaciones y comentarios; así como también aprobar o rechazar solicitudes de miembros que puedan ser bots o spammers.
- Regalos

Los regalos o gifts son pequeños íconos con un mensaje. Los regalos dados a un usuario aparecen en la pared con el mensaje del donante, a menos que el donante decida dar el regalo en privado, en cuyo caso el nombre y el mensaje del donante no se exhibe a otros usuarios.
Una opción "anónima" está también disponible, por la cual cualquier persona con el acceso del perfil puede ver el regalo, pero solamente el destinatario verá el mensaje. Algunos regalos eran gratuitos y el resto cuestan un dólar (es necesario un número de tarjeta de crédito o cuenta Paypal). La función de Regalos ya no existe desde que se implementó las biografías.
- Estado Civil

Facebook ofrece la opción de poner si eres soltero, casado, divorciado o incluso "Es complicado" cuando la vida amorosa del usuario es de difícil definición.
Botón «Me gusta»: Esta función aparece en la parte inferior de cada publicación hecha por el usuario o sus contactos (actualizaciones de estado, contenido compartido, etc), se caracteriza por un pequeño ícono en forma de una mano con el dedo pulgar hacia arriba.30 Permite valorar si el contenido es del agrado del usuario actual en la red social, del mismo modo se notifica a la persona que expuso ese tema originalmente si es del agrado del alguien más (alguno de sus contactos). Anteriormente iba a ser llamado "Me impresiona" pero los usuarios decidieron nombrarla "Me gusta", aunque también es llamado incorrectamente en español con el término "Like"

### Twitter
También encontramos a Twitter, creado por Jack Dorsey, Evan Williams y Biz Stone, que junto a un vistoso pájaro azul ha creado una interfaz agradable y una gran capacidad de transmitir información de manera eficaz, además de poner a las personas que usan medios móviles como usuarios estables de la web. 

### Youtube

Youtube es una red social líder en el interactuar, de la mano con Google ha establecido una manera fácil y sencilla para compartir, ver y comentar vídeos, broadcast y música en un espacio neutro, pero gustoso a la vista.

### Yahoo!

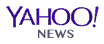

Otra de las  redes sociales que han marcado y que engrandecen sus usuarios conforme actualizamos el sitio son Yahoo! Respuestas, donde podemos encontrar cualquier cosa que busque, comunicarse con cualquier persona o comprar lo que sea.

### MySpace

MySpace, es una red social que nació en Estados Unidos, ya tiene más de 230 millones de usuarios; siendo un sitio internet fundado en Estados Unidos, que pone a disposición a los usuarios, de forma gratuita, un espacio web personalizado, que permite presentar diversas informaciones personales y hacer un blog.

### Hi5

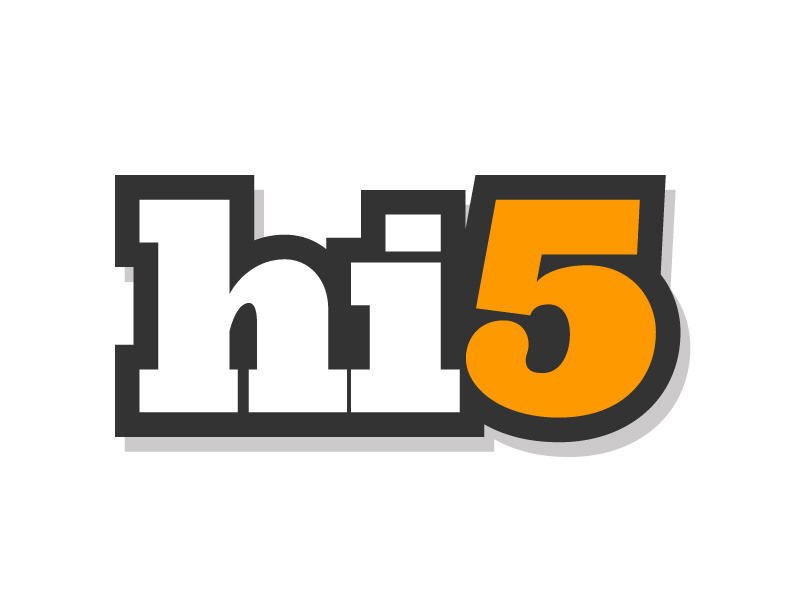

Hi5, a principios de 2010,  comenzó a evolucionar desde una red social hacia un sitio centrado en juegos sociales y abierto a los desarrolladores de nuevos juegos. Por lo tanto, presenta una visión más enfocada a usuarios particularmente jóvenes.

### Blogs
Los blogs son sencillamente diarios en línea o llamados también bitácoras, las cuales permiten a una persona escribir sobre un tema en específico e ir actualizando a través de entradas o instrucciones con nueva información que permita que los usuarios o visitantes se mantengan en contacto con el sitio web. Es un tipo de Herramienta de trabajo colaborativo con poca interactividad puesto que el dueño del sitio implanta información, en forma de texto, imágenes, videos o hipervínculos que lleven a otras páginas con temas relacionados, el usuario (no en todos los blogs) tiene sólo la posibilidad de comentar acerca de lo que piensa, pero generalmente esto no es algo trascendental en el blog como tal.

### Wikis
Los wikis son sitios web que promueven la libre expresión y el compartir de la información. Se trata de una página donde un usuario redacta un texto o da a conocer una información actual o de interés general, ésta es publicada y los usuarios que acceden a este wiki pueden modificarla con la autorización del autor (solo en algunos wikis, en otros cualquiera puede modificarlo. Todo depende de la privacidad escogida o la privacidad que ofrece el sitio) y corregirlo o incluso añadirle información faltante que es relevante o también para eliminar información errónea o desactualizada la cual da una mejor credibilidad al escrito y da muestra de la cooperactividad en internet.

### e-learning
Conjunto de actividades necesarias para la creación y uso de un entorno de formación a distancia en línea mediante el uso de tecnologías de la información y comunicaciones (Fuente: www.elearningworkshops.com)
Educación a distancia Proceso de formación en el que la distancia física separa a los estudiantes, los formadores y la tecnología (Fuente: www.elearningworkshops.com).
Extranet Red que utiliza la tecnología de Internet para conectar la red local (LAN) de una organización con otras red externa (Fuente: www.elearningworkshops.com)

### Formación asíncrona
Proceso de aprendizaje en el que la interacción estudiante- profesor no coincide en el tiempo y en el espacio, ocurre de forma intermitente, no simultánea. Ofrecen como ventaja que las discusiones y aportaciones de los participantes quedan registradas y el usuario puede estudiarlas con detenimiento antes de ofrecer su aportación o respuesta (Fuente: www.elearningworkshops.com). 
Formación síncrona
Proceso de aprendizaje en línea, llevado a cabo en tiempo real, donde la interacción alumno-tutor coincide en el tiempo y en el espacio (Fuente: www.elearningworkshops.com)
Foro
Espacio virtual creado en Internet o en una Intranet en donde los usuarios pueden enviar y contestas mensajes que pueden ser leídos por otros usuarios (Fuente: www.elearningworkshops.com). Herramientas colaborativas para la enseñanza usando tecnologías web: weblogs, wikis, redes sociales y web 2.0 Fernando Santamaría González -- Octubre 2005 – pag. 21 
LMS
Siglas de Learning Management System. Software que automatiza la administración de acciones de formación: gestión de usuarios, gestión y control de cursos, gestión de los servicios de comunicación, etc. (Fuente: www.elearningworkshops.com). 
SCORM
Siglas de Shareable Content Object Reference Model. En castellano: Modelo de Referencia para Objetos de Contenido Distribuibles. SCORM es producto de la iniciativa del Departamento de Defensa de EE.UU. a través de ADL SCORM es un modelo de referencia que establece un modo de desarrollar, empaquetar y gestionar la distribución de unidades formativas digitales. 
• Reusable: modificable por diferentes herramientas 
• Accesible: puede ser publicado y encontrado por diferentes entidades y sistemas. 
• Interoperable: capaz de funcionar en diferentes sistemas servidor y cliente. 
• Duradero (persistente): no requiere modificaciones significativas para adaptarlo a un nuevo sistema. (Fuente: www.elearningworkshops.com). 

### Chats
Skype

El chat es una herramienta de trabajo colaborativo que ha ganado gran acogida entre los visitantes de la web e incluso es una herramienta que tiene la capacidad de ser insertada en otras herramientas de trabajo igualmente. Se trata de un componente por medio del cual dos usuarios o un grupo de usuarios puede hablar en conjunto por esto el término chat puede ser reemplazado por términos como ciberdialogo. Permite de una manera rápida y eficaz el contacto con otras personas.  , para los cuales su fin en realidad es el chat, comprenden muchos más componentes que hacen del chat algo más interactivo tales como las videoconferencias o videollamadas, llamadas pc a pc o pc a tel, juegos compartidos y otros componentes que crean un entorno divertido y atractivo.
- Google Drive Es una herramienta que sirve para el almacenamiento de archivos en línea y que ofrece la posibilidad de trabajar en grupo sobre un mismo documento en tiempo real. También:
- Si se necesita hacer una actividad en grupo, la cual conlleva muchas pequeñas cosas a tener en cuenta o es muy grande y se tienen que dividir las distintas tareas (limpieza, decoración, ambientación...), sale muy beneficioso usar esta herramienta.
- Para transmitir noticias actuales o actividades, como un musical o un campamento, sobre cualquier asociación o federación, de una manera rápida y sencilla.
- Para elaborar un documento importante, el cual se tenga que firmar o supervisar por varias personas, como por ejemplo, el acta de una reunión del equipo de monitores.

- Para elaborar un documento importante, el cual se tenga que firmar o supervisar por varias personas, como por ejemplo, el acta de una reunión del equipo de monitores.
- Si se necesita hacer una actividad en grupo, la cual conlleva muchas pequeñas cosas a tener en cuenta o es muy grande y se tienen que dividir las distintas tareas (limpieza, decoración, ambientación...), sale muy beneficioso usar esta herramienta.
- Si se necesita algún tipo de canción o vídeo, para usarlo en cualquier momento de buenos días, o para ponerlos en una gala. Se puede compartir de un monitor a otro, desde esta herramienta.[2]

## Beneficios
- Compartir archivos como actas, hojas de actividad, material fotográfico o videográfico.
- Facilitar el trabajo a distancia entre los miembros de la asociación, federación, grupo operativo, etc.
- Se pueden organizar los documentos en distintas carpetas, y de esta manera ser más sencillo trabajar en la elaboración de distintas actividades o proyectos, a la vez.
- Se pueden subir documentos escaneados y editarlos.

## Aspectos negativos
Las herramientas de trabajo colaborativo también pueden ser usadas para mostrar contenido no apto que perturbe de una forma u otra la integridad y dignidad del ser humano e incluso atenten contra los derechos humanos internacionales y el buen uso de Internet.
Asimismo, pueden llegar a ser una adicción y crear dependencia entre los usuarios que puede resultar con daños neurológicos además de cambios notables en la conducta.